# Approbation (Heilberufe)
Die Approbation (lateinisch approbatio ‚Anerkennung‘, ‚Genehmigung‘) als Arzt, Zahnarzt, Tierarzt, Psychologischer Psychotherapeut, Kinder- und Jugendlichenpsychotherapeut oder Apotheker ist in Deutschland die staatliche Zulassung, den entsprechenden Beruf selbstständig und eigenverantwortlich auszuüben. Damit verbunden ist die Befugnis, die jeweilige Berufsbezeichnung zu führen. Die Erteilung der Approbation wird durch Approbationsordnungen geregelt, die vom Bundesministerium für Gesundheit (Deutschland) auf Basis der entsprechenden Gesetze (Bundesärzteordnung, Gesetz über die Ausübung der Zahnheilkunde, Psychotherapeutengesetz, Bundes-Apothekerordnung, Bundes-Tierärzteordnung) erlassen werden.
Einleitend wird der Berufsordnung in Deutschland die Genfer Deklaration des Weltärztebundes, welche sich vom historischen Eid des Hippokrates ableitet, vorangestellt. Der Weltärztebund hat auf seiner 68. Generalversammlung am 14. Oktober 2017 in Chicago eine umfangreich überarbeitete Version verabschiedet, die einige wichtige Änderungen und Ergänzungen aufweist. Die Federführung lag bei der BÄK. Die aktuelle Fassung beschloss der 128. Deutsche Ärztetag am 9. Mai 2024.

## Erteilungsvoraussetzungen
Voraussetzungen für die Erteilung der Approbation sind, dass der Antragsteller
- die vorgeschriebene Ausbildung absolviert und die Prüfung bestanden hat,
- sich nicht eines Verhaltens schuldig gemacht hat, aus dem sich die Unwürdigkeit oder Unzuverlässigkeit zur Ausübung des Berufs ergibt,
- die gesundheitliche Eignung zur Ausübung des Berufes hat und
- über ausreichende deutsche Sprachkenntnisse verfügt.

Bei Vorliegen der Voraussetzungen haben deutsche Staatsangehörige sowie EU-Bürger einen Rechtsanspruch auf Erteilung der Approbation in Deutschland.
Seit Inkrafttreten des Gesetzes zur Verbesserung der Feststellung und Anerkennung im Ausland erworbener Berufsqualifikationen („Anerkennungsgesetz“) am 1. Juli 2012 kann die Approbation unabhängig von der Staatsangehörigkeit beantragt werden.

## Zuständige Stellen zur Erteilung der Approbation
Die Approbation wird von der zuständigen Behörde des Bundeslandes erteilt, in dem die Abschlussprüfung, also das Staatsexamen, erfolgreich abgeschlossen wurde. Bei einem Studienabschluss im Ausland erfolgt die Zulassung in dem Bundesland, in dem der Beruf ausgeübt werden soll. Die Approbation wird durch die Aushändigung einer Approbationsurkunde erteilt. Wer mit einer deutschen Approbation im außereuropäischen Ausland in einem Gesundheitsberuf tätig werden möchte, benötigt außerdem in der Regel eine Unbedenklichkeitsbescheinigung (Certificate of good standing).

## Entzug oder Ruhen der Approbation
Die Approbation ist ein Verwaltungsakt. Sie muss oder kann entzogen werden, wenn die Voraussetzungen ihrer Erteilung nicht vorgelegen haben (Rücknahme) oder wenn die Erteilungsvoraussetzungen nachträglich weggefallen sind (Widerruf), u. a. wenn sich der Approbationsinhaber eines beruflichen oder außerberuflichen Verhaltens schuldig gemacht hat, aus dem sich seine Unzuverlässigkeit ergibt.
Die Approbation kann auf behördliche Anordnung ruhen, wenn
- gegen den Approbationsinhaber wegen des Verdachtes einer Straftat, aus der sich die Unzuverlässigkeit oder Unwürdigkeit zur Ausübung des Berufs ergeben kann, ein Strafverfahren eingeleitet ist,
- der Approbationsinhaber in gesundheitlicher Hinsicht zur Ausübung des Berufs ungeeignet, z. B. wegen einer Suchterkrankung oder einer geistigen oder körperlichen Schwäche nicht mehr in der Lage ist, seinen Beruf ordnungsgemäß auszuüben,
- Zweifel an der gesundheitlichen Eignung bestehen und der Approbationsinhaber sich weigert, sich einer amts- oder fachärztlichen Untersuchung zu unterziehen, oder wenn
- sich ergibt, dass Approbationsinhaber nicht über die Kenntnisse der deutschen Sprache verfügen, die für die Ausübung der Berufstätigkeit in Deutschland erforderlich sind.

## Geschichte

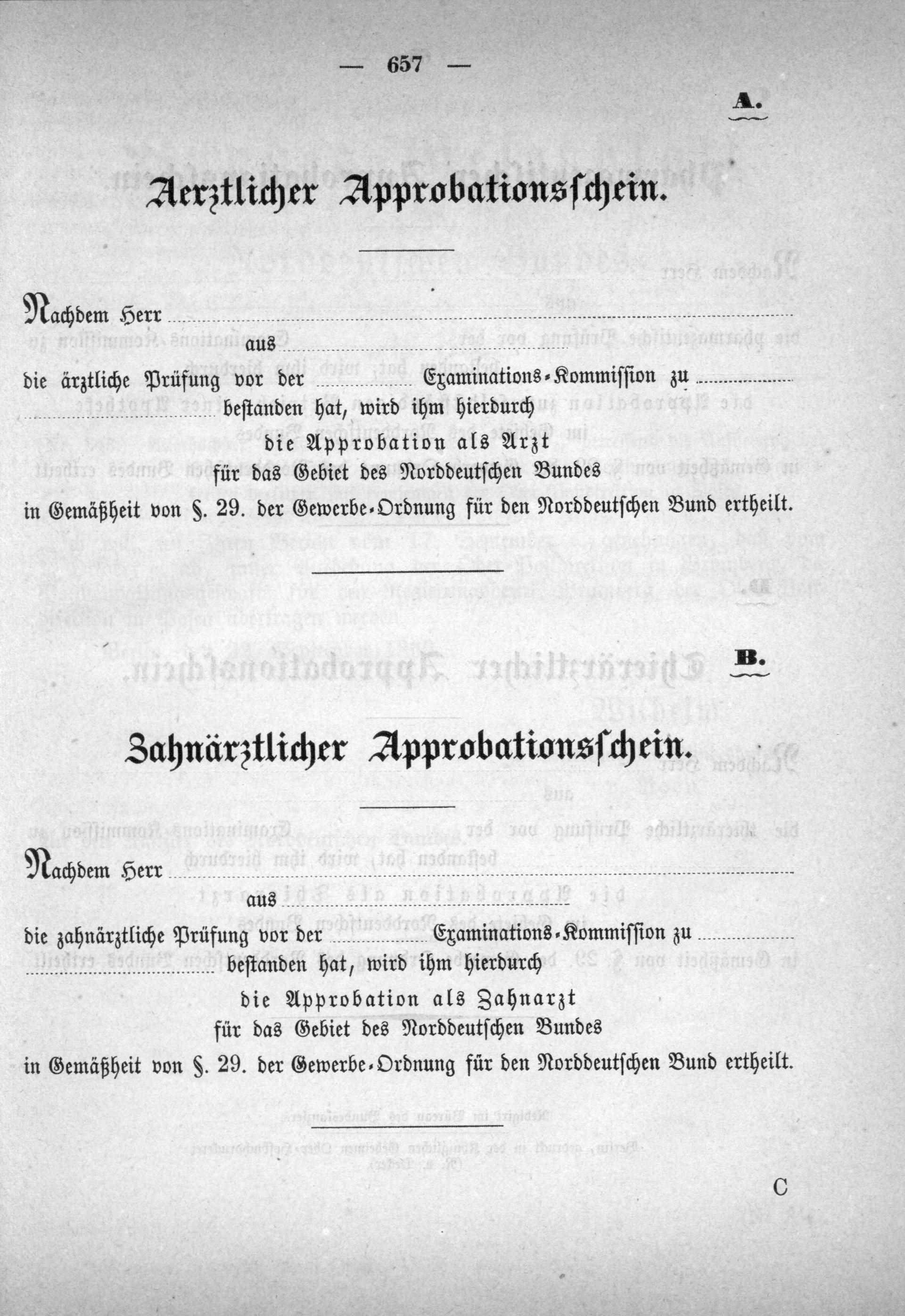
Norddeutsches Bundesgesetzblatt 1869

Der Begriff „Approbation“ wurde 1869 in der Gewerbeordnung für den Norddeutschen Bund erstmals als Vorbedingung für die ärztliche Niederlassung in den deutschen Bundesstaaten eingeführt und in der Approbationsordnung zunächst bis 1935 verwendet. Der erste ärztliche Approbation und Promotion einer Frau in einem modernen Staat erfolgte ebenfalls 1869 in Zürich. Mit Erlass der Reichsärzteordnung zum 13. Dezember 1935, welche die Berufszulassung, d. h. die Approbation, mit den Vorschriften des Gesetzes zur Wiederherstellung des Berufsbeamtentums vom 7. April 1933 verband, wurde das Fremdwort durch Bestallung ersetzt. Dieser in der Zeit des Nationalsozialismus eingeführte Begriff blieb in der Bestallungsordnung für Ärzte vom 15. September 1953 erhalten. Mit dem Inkrafttreten der Bundesärzteordnung am 1. Januar 1970 galt wieder die Bezeichnung Approbation. In der Folge wurde zum 28. Oktober 1970 eine Approbationsordnung erlassen. Mit der Bundesärzteordnung in der Fassung vom 16. April 1987 wurde die Teilapprobation als Arzt im Praktikum etabliert. Sie wurde im Jahr 2004 nach einer neuen Approbationsordnung für Ärzte (ÄApprO 2002) wieder ersatzlos gestrichen.

## Berufszulassung
Die Approbation ist Zulassung zur Ausübung des jeweiligen Berufes, an die nicht automatisch eine sozialrechtliche Kassenzulassung (Zulassung zur Teilnahme an der vertragsärztlichen Versorgung) geknüpft ist. In Deutschland ist eine Zulassung als Vertragsarzt, Vertragspsychotherapeut, Vertragszahnarzt gesondert durch den Zulassungsausschuss erforderlich.